# Walter Slezak
Walter Slezak (3 de mayo de 1902 – 21 de abril de 1983) fue un actor teatral, cinematográfico y televisivo, y cantante, nacido en Austria, cuya carrera inició en la industria cinematográfica alemana, aunque desarrolló la mayor parte de la misma en los Estados Unidos, país al que emigró en 1930. Slezak a menudo interpretaba a malvados y matones, destacando su capitán del U-Boot alemán en el film de Alfred Hitchcock Lifeboat (1944), aunque ocasionalmente encarnó a personajes más amables, como hizo en The Wonderful World of the Brothers Grimm (1962). Fue también un jovial y filosófico detective privado en Born to Kill (1947) y Squire Trelawney en Treasure Island (1972).

## Biografía

### Carrera
Nacido en Viena, Austria, era hijo del tenor Leo Slezak y de Elsa Wertheim. Aunque no los completó, en un principio cursó estudios de medicina, y más adelante trabajó como bank teller. Su primer papel en el cine llegó con la cinta austriaca de 1922 Sodom und Gomorrah, dirigida por su amigo Michael Curtiz. En sus comienzos, y antes de ganar peso, Slezak hizo primeros papeles masculinos en cintas mudas. Además de su trayectoria cinematográfica, él también fue actor teatral durante muchos años, debutando en el circuito de Broadway en 1931.
En Viena, Slezak era muy amigo de la heredera de Gustav Klimt, Maria Altmann, y de su familia, los ricos e influyentes Bloch-Bauer, continuando con su amistad tras emigrar ambos a los Estados Unidos..
Su primera película en los Estados Unidos fue Once Upon a Honeymoon (1942), con Ginger Rogers y Cary Grant. Él trabajó de manera constante, y actuó en más de 100 filmes, entre los cuales se incluyen The Princess and the Pirate (1944), The Spanish Main (1945), Sinbad the Sailor (1947), Born to Kill (1947), Abbott and Costello in the Foreign Legion (1950), People Will Talk (1951), y Call Me Madam (1953).
Slezak también hizo primeros papeles en musicales de Broadway, entre ellos Fanny, por el cual ganó el Premio Tony al mejor actor en un musical.
Así mismo, Slezak actuó en la radio, participando en shows como Lux Radio Theater, Columbia Workshop, The Pepsodent Show, y The Chase and Sanborn Hour. También hizo diversas interpretaciones televisivas, participando en los programas This Is Show Business, Playhouse 90 y Studio One, siendo Clock King en los episodios 45 y 46 de la serie televisiva Batman (1966).
En los años 1970, Slezak hizo un papel no cantado, el de Frosch, el carcelero, en la producción efectuada por la Ópera de San Francisco de la opereta de Johann Strauss (hijo) El murciélago. Entre sus últimos trabajos figuran actuaciones en los filmes británicos Wonderful Live, con Cliff Richard, y Black Beauty

### Vida personal
Slezak se casó con Johanna "Kaasi" Van Rijn el 10 de octubre de 1943. La pareja tuvo tres hijos: Ingrid, Erika Slezak, y Leo. Erika se dedicó a la actuación, ganando un Emmy e interpretando a Victoria Lord en la serie One Life to Live desde 1971 hasta 2012, año de cancelación de la serie.
El 21 de abril de 1983, poco antes de cumplir los 81 años de edad, Slezak se suicidó por un disparo de arma de fuego. Parece ser que se encontraba deprimido por su avanzada enfermedad física. Al igual que su padre, fue enterrado en Baviera, en el Cementerio Sankt Laurentius de Rottach-Egern.

## Teatro

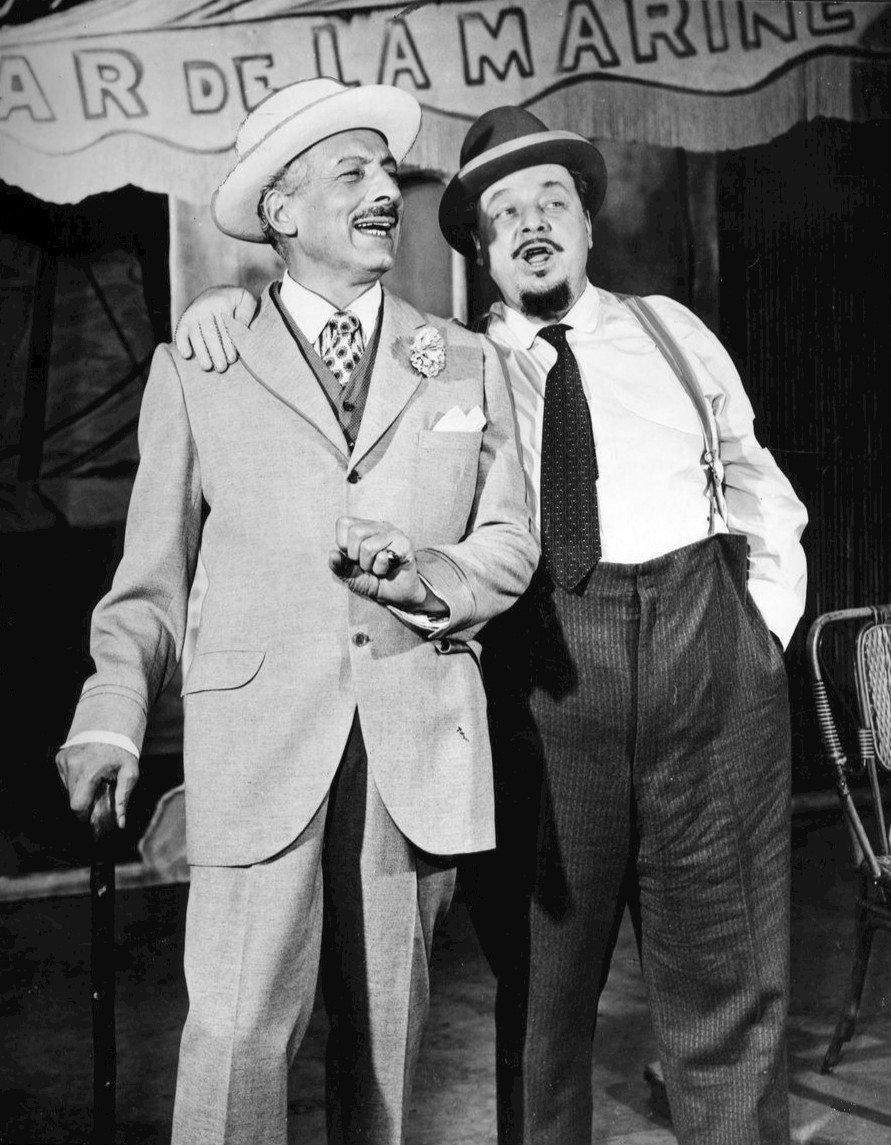
Con Ezio Pinza (izq.) en Fanny (1954-1956)

- 1930-1931 : Meet me Sister, música de Ralph Benatzky, letras de Benatzky y Irving Schloss
- 1932-1933 : Music in the Air, de Jerome Kern y Oscar Hammerstein II, escenografía de J. Kern y Oscar Hammerstein II, vestuario de John Harkrider y Howard Shoup, con Tullio Carminati
- 1934-1935 : Ode to Liberty, escrita y dirigida por Sydney Howard
- 1935-1936 : May Wine, de Sigmund Romberg y Frank Mandell a partir de The Happy Alienist, de Erich von Stroheim y Wallace Smith
- 1938-1939 : I Married an Angel, de Richard Rodgers y Lorenz Hart a partir de Johann Vaszary; escenografía de Joshua Logan, con Charles Walters
- 1941 : Las troyanas, de Eurípides, adaptación de Gilbert Murray, con Cameron Mitchell y May Whitty
- 1941 : Little Dark Horse, de André Birabeau, adaptación de Theresa Helburn
- 1953-1954 : My Three Angels, de Sam Spewack y Bella Spewack, escenografía de José Ferrer, con Jerome Cowan y Henry Daniell
- 1954-1956 : Fanny, de Harold Rome, S.N. Behrman y Joshua Logan, escenografía de Joshua Logan
- 1957 : The First Gentleman, de Norman Ginsbury, con Isobel Elsom
- 1958-1959 : The Gazebo, de Alec Coppel

## Selección de su filmografía

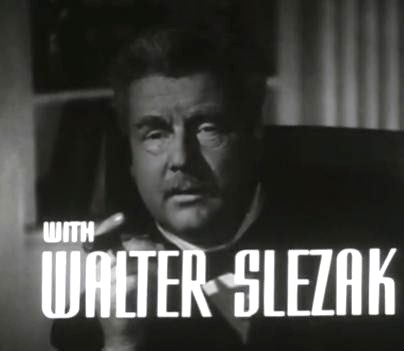
Slezak en The Fallen Sparrow (1943)

- 1922 : Sodom und Gomorrha, de Michael Curtiz
- 1924 : Mikaël, de Carl Theodor Dreyer
- 1942 : Once upon a Honeymoon, de Leo McCarey
- 1943 : Esta tierra es mía, de Jean Renoir
- 1943 : The Fallen Sparrow, de Richard Wallace
- 1944 : Lifeboat, de Alfred Hitchcock
- 1944 : The Princess and the Pirate, de David Butler
- 1944 : Step Lively, de Tim Whelan
- 1945 : Salome where she danced, de Charles Lamont
- 1945 : The Spanish Main, de Frank Borzage
- 1945 : Cornered, de Edward Dmytryk
- Simbad, el marino (1947)
- 1947 : Born to kill, de Robert Wise
- 1948 : El pirata, de Vincente Minnelli
- 1950 : Spy Hunt, de George Sherman
- 1951 : People Will Talk, de Joseph L. Mankiewicz
- 1953 : White Witch Doctor, de Henry Hathaway
- 1957 : Ten Thousand Bedrooms, de Richard Thorpe
- 1961 : Come September, de Robert Mulligan
- 1962 : The Wonderful World of the Brothers Grimm, de Henry Levin y George Pal
- 1965 : Twenty-Four Hours to Kill, de Peter Bezencenet
- 1965 : A Very Special Favor, de Michael Gordon
- 1966 : Der Kongress amüsiert sich, de Géza von Radványi
- 1971 : Black Beauty, de James Hill
- 1972 : Treasure Island, de John Hough